# 謝赫
謝 赫（しゃ かく、生没年不詳）は、中国南北朝時代の南朝斉・梁に活躍した画家・評論家。
中国史上初の完成された画論書とされる『古画品録』を著し顧愷之の画論を発展させた「画の六法」を提言した。以降の画家や評論家、専門家らはこの画論を遵守し発展させた。貫籍等は伝わらず詳しい事績は不明。生没年は明確でないが5世紀後半から6世紀前半の間に生存したものと推定される（一説では479年 - 502年）。
姚最はその著『続画品録』で謝赫の画業を伝えている。それによると謝赫は風俗画や肖像画を得意とし、画くべき人物をその場で画く事はなく、ポイントを頭の中に留めておき帰宅後に筆をとった。それでもなにひとつ画き残すことはなく、特に婦人の服装や化粧などの細かな流行には敏感だったという。
「安期先生図」や「晋明帝歩輦図」を画いたとされるが、彼の作品はひとつも伝存していない。また別体を創造したとされる。